# Obrana národa
Obrana národa (ON; deutsch Verteidigung der Nation) war eine der drei wichtigsten nichtkommunistischen tschechoslowakischen Widerstandsgruppen im Protektorat Böhmen und Mähren, die sich ca. ab Sommer 1939 gebildet und Anfang 1940  zu der Dachorganisation des Widerstands ÚVOD zusammengeschlossen haben. Sie bestand vorwiegend aus ehemaligen Offizieren der tschechoslowakischen Armee und war dadurch professionell strukturiert und organisiert. In der Widerstandsgruppe befanden sich viele prominente Persönlichkeiten, unter anderem der 1942 hingerichtete Ministerpräsident des Protektorats Böhmen und Mähren General Alois Eliáš. Durch ihre Verbindung zur tschechoslowakischen Exilregierung in London spielte sie im Zusammenschluss der illegalen Untergrundbewegungen ÚVOD eine herausragende Rolle.

## Geschichte

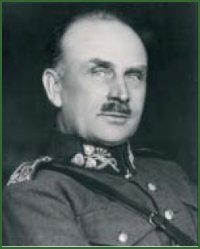
Josef Bílý, 1. Befehlshaber der ON

Nach der politischen Entscheidung, sich der Besetzung des Landes durch die Wehrmacht am 15./16. März 1939 infolge des Münchner Abkommens militärisch nicht zu widersetzen, standen den Offizieren und Soldaten der nicht mehr existenten tschechoslowakischen Armee zwei Wege offen: einige flüchteten aus dem besetzten Land, lange Zeit nur in den Westen (Frankreich, Großbritannien), wo sie sich den Einheiten der tschechoslowakischen Exilarmee anschlossen, andere nahmen dann am illegalen Widerstand im Protektorat teil und bauten eine geheime Armee auf.
Bereits im März 1939 entstanden die ersten lokalen konspirativen Zellen, die sich bis zum Sommer zu einer Widerstandsorganisation zusammenschlossen. Die Gründung einer geheimen Untergrundarmee geht auf eine Idee der Generäle Josef Bílý, Sergej Vojcechovský und Sergěj Ingr zurück. Zu den Initiatoren gehörten ferner Teile des Generalstabs und höhere Offiziere, denen sich dann ehemalige Offiziere und Unteroffiziere, Angehörige der Polizeikräfte, ehemalige Legionäre und Angehörige der bewaffneten Einheiten des Finanzministeriums anschlossen. Es entstand eine hierarchische Befehlsstruktur mit einem Generalstab und Landesleitungen für Böhmen, Mähren und Prag. Bei dem Aufbau spielte eine besondere Rolle die sogenannte Liquidationsgruppe des Verteidigungsministeriums, welche die Eingliederung des Militärpersonals ins zivile Leben durchführen sollte und dies im Sinne der ON machte. Von Bedeutung war auch die aktive Teilnahme der Offiziere der tschechoslowakischen militärischen Nachrichtendienste, der sogenannten „Zweiten Abteilung des Generalstabs“. Der militärischen wie politischen nachrichtendienstlichen Tätigkeit der ON wurde ebenfalls eine hohe Priorität beigemessen. Die Bewaffnung geschah aus Beständen der tschechoslowakischen Armee, die vor dem Zugriff der Wehrmacht gerettet wurden, viele Waffen wurden in der Folgezeit beispielsweise von den Arbeitern der Rüstungswerke wie Zbrojovka Brno usw. vermittelt.

### Verhaftungswellen
Obwohl die Obrana národa die größte Widerstandsorganisation des tschechoslowakischen Widerstandes war, musste sie mehrere Verhaftungswellen verkraften, die ihre Schlagkraft teilweise wesentlich schwächten. Der Gestapo gelang es bereits früh, in die Strukturen der ON einzudringen, so dass im Herbst 1939 und Anfang 1940 die ersten Verhaftungen erfolgen konnten, die viele Hunderte Personen trafen, darunter die Führungsebene der Widerstandsorganisation. Viele der Verhafteten wurden bei Verhören gefoltert, in Konzentrationslager deportiert, einige zum Tode verurteilt und hingerichtet. Durch diese Verhaftungen wurden zahlreiche Verbindungen zu und zwischen den lokalen Gruppen zerstört. Ein weiterer Schlag geschah durch die zweimalige Ausrufung des Standrechts 1941 und 1942 nach dem Attentat auf Heydrich. Das führte zu weiteren umfangreichen Verhaftungen und vielen Hinrichtungen. Nach der Verhaftung von General Bedřich Homola im Dezember 1941, der an der Spitze von ON stand, wurde durch den General Zdeněk Novák die Struktur im Zeitraum 1942/1943 neu aufgebaut. Auch er wurde jedoch im Juni 1944 verhaftet und musste durch General František Slunečko ersetzt werden.
Obwohl die Widerstandsgruppe wesentlich geschwächt wurde und sich nicht, wie ursprünglich geplant, in vollem Umfang und als treibende Kraft beim Ausgang des Krieges an den Aktionen gegen die deutsche Besatzungsmacht beteiligen konnte, konnte sie dennoch in die Ereignisse des Maiaufstandes 1945, die vielfach unkoordiniert verliefen, eingreifen. In einigen Gebieten des Protektorats wurden die Aktionen von Offizieren der Obrana národa geleitet. In Prag war es beispielsweise General Slunečko, der aus den übriggebliebenen Widerstandskämpfern und Teilen der bisherigen bewaffneten Einheiten wie Polizei, die nicht mehr im Dienste des Protektoratsmacht stehen wollten, kurzfristig die Gruppe ALEX formierte und am Maiaufstand 1945 aktiv teilnahm. Im Prager Aufstand war es die Widerstandsgruppe Bartoš, geführt von General Karel Kutlvašr und Oberstleutnant František Bürger-Bartoš. Im Südwesten von Böhmen (Domažlice, Klatovy und Strakonice) wurde der Aufstand durch die Einheiten der Niva geleitet, die aus den dortigen Resten der ON entstand.

## Tätigkeit
Die anfängliche Hoffnung, es ließe sich bald ein allgemeiner Aufstand gegen die deutsche Besatzungsmacht herbeiführen, erwies sich als eine Illusion und wurde als solche bald erkannt. Stattdessen konzentrierte sich Obrana národa auf längerfristigere Aufgaben.
- Nachrichtendienstliche Tätigkeit, ergänzt durch den Aufbau einer Verbindung mit der Exilregierung in London: die Beschaffung der Informationen wurde begünstigt dadurch, dass viele der Offiziere Stellen in den Rüstungsbetrieben bekamen. Ihre Informationen, zum Beispiel über die Stärke und Bedarf der Wehrmacht, wurden durch ehemalige Analytiker ausgewertet und nach London geschickt, wo sie dann an die Alliierten weitergeleitet wurden. Dies galt ebenfalls über Informationen, die durch andere Widerstandsgruppen beschafft wurden, wie durch ehemalige Mitarbeiter des Militärischen Nachrichtendienstes, die in verschiedenen Bezirks- und Kreispresseabteilungen im Protektorat beschäftigt wurden.[1]

- Die Verbindung mit der Exilregierung war hilfreich auch für die Koordinierung von zahlreichen Fallschirmspringeraktionen über dem Protektoratsgebiet und für die Vorbereitung von Sabotageakten. Die Funkverbindung wurde gewährleistet durch zahlreiche Sendeeinrichtungen, zu den bekannteren gehörten die Funkstationen Sparta I und Sparta II, die ab 1940 für die Verbindung mit London zuständig waren.[1][9]

- Parallel zu Obrana národa arbeitete die Gruppe Tři králové (Drei Könige), eine Art selbständige Sonderabteilung, bestehend vor allem aus den Offizieren Josef Mašín, Josef Balabán und Václav Morávek, die sich auf Sabotageakte, Aufrechterhalten der Funkverbindung nach London zum Leiter des tschechoslowakischen Nachrichtendienstes im Exil, František Moravec, und auf Waffenbeschaffung spezialisierte.[1][6] Sie befehligten eigene illegale Gruppen, die konspirativ tätig waren; einige, wie beispielsweise die Gruppe von Mašín, beschränkten sich nicht nur auf Aktionen auf dem Protektoratsterritorium.[9] Zu der Gruppe wird auch František Peltán gezählt, der als Radiotelegrafist sowohl für die Gruppe Tři králové wie auch Obrana národa tätig war.[10]

- Obrana národa hat auch dafür gesorgt, dass einige Tausend Personen, die sich im Protektorat in Gefahr befanden oder als ehemalige Armeeangehörige den Anschluss an tschechoslowakische Armeeverbände im Ausland suchten, fliehen konnten.[5]

- Obrana národa betrieb ebenfalls eine Art Abwehr – die Mitarbeiter observierten Kollaborateure und Gestapo-Agenten, die im Protektorat tätig waren oder ins Ausland entsandt wurden, sie sammelten ferner Informationen über bevorstehende Verhaftungen und infiltrierten tschechische faschistische Organisationen. Mit dieser Arbeit war eine Gruppe, geleitet durch den ehemaligen Mitarbeiter des Nachrichtendienstes Major František Hieke, beauftragt.[1]

- Obrana národa gab die Zeitschrift V boj heraus, eine der bedeutendsten illegalen Zeitschriften des tschechoslowakischen Widerstandes im Protektorat Böhmen und Mähren. die über den Widerstand berichtete, Nachrichten aus London übermittelte und theoretische Arbeit leistete; sie diente auch als Plattform für  Schriftsteller, Maler und anderer Künstler.[11]

Einige Mitglieder der Widerstandsgruppe wurden später mit der Verlegung von Stolpersteinen geehrt.

## Organisations- und Kommandostruktur
Es entstand eine hierarchische Befehlsstruktur mit einem Generalstab an der Spitze und den Landesleitungen für Böhmen, Mähren und Prag, darunter gab es die Leitungen für Kreise (mit insgesamt 13 Divisionen), Bezirke (Regimenter) und lokal befehligte Bataillone, Kompanien und Züge; die Landesleitungen errichteten Fachabteilungen für Sabotage, Spionage, Funk- und Kurierverbindungen.

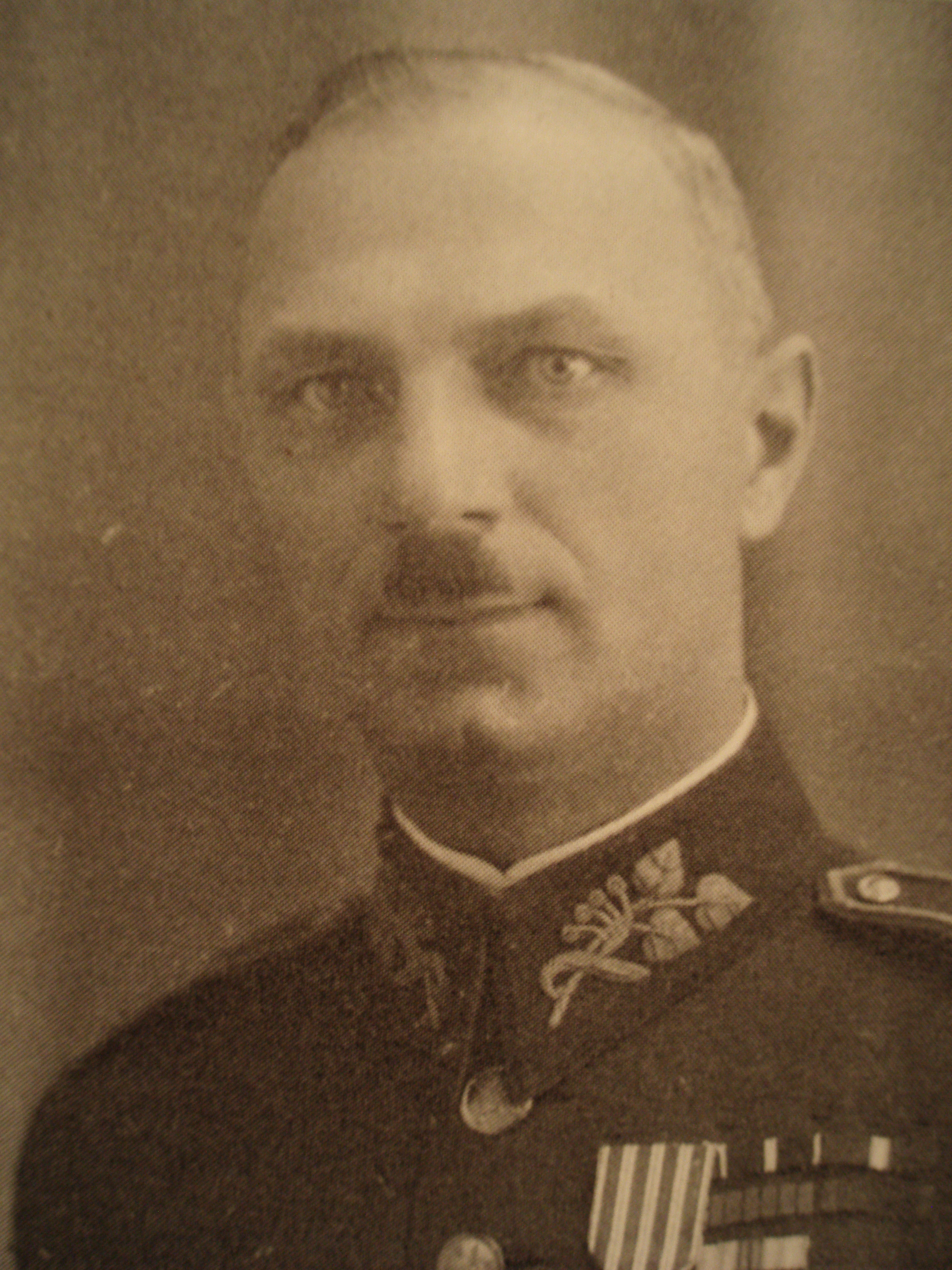
General Bedřich Homola, der zweite Befehlshaber der Obrana národa

Das Hauptkommando der Obrana národa entstand bereits im August 1939. An seiner Spitze stand als Befehlshaber General Josef Bílý, Generalstabschef war Čeněk Kudláček; die Landesleitungen für Böhmen oblag General Hugo Vojta (später Václav Šára), für Mähren General Bohuslav Všetička (der den emigrierten Sergěj Ingr ersetzte) und für Prag General Bedřich Homola.
Es gab folgende Befehlshaber der Widerstandsgruppe:
- April 1939 – November 1940: General Josef Bílý
- November 1940 – Dezember 1941: General Bedřich Homola
- Januar 1942 – Juni 1944: General Zdeněk Novák
- Juni 1944 – November 1944: General František Bláha
- November 1944 – Mai 1945: General František Slunečko (auch Kommando der Gruppe ALEX)

Der Generalstab bestand aus:
- Generalstabschef: Oberst Čeněk Kudláček
- stellvertretender Generalstabschef: Oberstleutnant Václav Kropáček

- Leitung der I. Abteilung (Organisation): Oberstleutnant František Coufal, Major Bohumír Černohorský
- Leitung der II. Abteilung (Nachrichtendienst, Funkverkehr, Fluchthelfer, öffentliche Arbeit, Sabotage): Major Jaroslav Hájíček, Oberst Jaroslav Vedral
- Leitung der III. Abteilung (Finanzen): General Viktor Spěváček, Major František Raška
- Leitung der IV. Abteilung (Materialbeschaffung, Versorgung): Oberst Bruno Sklenovský
- Leitung der V. Abteilung (Operationsabteilung): Oberst Josef Pták
- Sonderaufgaben: Oberstleutnant Kropáček, Oberstleutnant Coufal, Major Černohorský

Die Verbindungsoffiziere der Obrana národa in der Dachorganisation ÚVOD waren Josef Balabán und Josef Churavý.

## Weitere bekannte Mitglieder der Gruppe
Viele Mitglieder der früheren Generalität arbeiteten in der Organisation auf verschiedenen Posten, unter anderem:
- Armeegeneral Vojtěch Luža
- Oberstleutnant des Generalstabs Zdeněk Tvrz
- Divisionsgeneral Jaroslav Čihák
- Divisionsgeneral Mikuláš Doležal
- Brigadegeneral František Horáček
- General Vladimír Haering
- Brigadegeneral Václav Šára
- General Sergej Vojcechovský
- Divisionsgeneral Hugo Vojta
- Armeegeneral Josef Bílý

Das Portal Codyprint, das sich mit der Rolle der Generalität in der Widerstandsbewegung gegen den Nationalismus beschäftigt, zählt hier insgesamt 32 Generäle, die hingerichtet wurden oder im Kampf gestorben sind.